# Juan de Garay Otañez
Juan de Garay Otañez y Rada ou Otañes (Madrid, 1586 - 1650) a été vice-roi de Catalogne (1648-1650) et capitaine général de Catalogne de 1649 à 1650. De famille basque, son père était originaire de Sopuerta et sa mère de Portugalete.
Il a été le commandant militaire suprême d'au moins trois armées : celles d'Estrémadure, Guipuscoa et de Catalogne.
Il est considéré comme un homme clef de Philippe IV durant la Guerre des faucheurs
En 1635, il a commandé les forces espagnoles qui ont occupé les îles de Lérins.
En 1640 il a dirigé le siège d'Ille-sur-Têt.